# Lindholmens station
Lindholmens station är en järnvägsstation i Lindholmen. Den har totalt tre spår. Antalet påstigande var under en genomsnittlig vintervardag 2021 cirka 400.

## Historik
Stationen har namn efter Lindholmens gård och samhället har vuxit upp kring stationen.